# Idioctis intertidalis
Idioctis intertidalis is een spinnensoort uit de familie Barychelidae. De soort komt voor in Madagaskar en de Seychellen.